# Pedro Avelino
Pedro Avelino är en kommun i Brasilien.   Den ligger i delstaten Rio Grande do Norte, i den östra delen av landet, 1 700 km nordost om huvudstaden Brasília. Antalet invånare är 7 168.
Omgivningarna runt Pedro Avelino är huvudsakligen savann. Runt Pedro Avelino är det glesbefolkat, med 8 invånare per kvadratkilometer.